# Mai 1935

## Événements
- Le parti de l’unité nationale (Gyula Gömbös) remporte 170 sièges sur 245 aux législatives en Hongrie.

- 2 mai : traité d'assistance mutuelle entre la France et l'URSS signé par le président du Conseil français Pierre Laval signe et l’ambassadeur soviétique.

- 5 mai : Grand Prix automobile de Tunisie.

- 5 - 12 mai, France : élections municipales favorables à la gauche. Les radicaux, qui ont enregistré de médiocres résultats, rejoignent les deux autres partis de gauche.

- 8 mai : un équipage américain relie Mexico et New York en 13 heures et 20 minutes sur Lockheed Vega.

- 12 mai : 
  - Régime des colonels en Pologne (fin en 1939). Mort à Varsovie de Józef Piłsudski, au pouvoir depuis 1926. Edward Rydz-Smigly lui succède, maintenant un régime autoritaire.
  - L'Italie quitte la Société des Nations.
  - Grand Prix automobile de Tripoli.

- 16 mai : pacte d’alliance mutuelle entre la Tchécoslovaquie et l’Union soviétique.

- 18 mai : la plus grosse catastrophe aérienne de l'époque fait 58 morts lors de la collision de l'ANT-20 Maxime Gorky avec un chasseur Polikarpov I-5.
- 21 mai : le nom de "La Wehrmacht" est le nom donné pour l'armée du IIIe Reich

- 22 - 25 mai : grève dans les mines de cuivre en Rhodésie du Nord. Six ouvriers sont tués par la police à Luanshya le 29 mai.

- 26 mai : Avusrennen.

- 28 mai : premier vol du chasseur allemand Messerschmitt Bf 109.

- 29 mai, France : lancement du paquebot Normandie. Il remporte le ruban bleu (29 mai-12 juin). Il est équipé d’un radar par les ingénieurs Ponte et Guton.

- 30 mai : 
  - un tremblement de terre de magnitude 7,5 fait 50 000 victimes à Quetta au Pakistan[1].
  - 500 miles d'Indianapolis

- 31 mai : 
  - France : chute du Président du Conseil Flandin.
  - Inauguration de l'observatoire astronomique David Dunlap à Richmond Hill en Ontario.

## Naissances
- 4 mai : Med Hondo, réalisateur, acteur et doubleur vocal français, il a doublé vocalement Eddie Murphy pendant 30 ans († 2 mars 2019).
- 5 mai : Bernard Pivot, journaliste et animateur de télévision français († 6 mai 2024).
- 6 mai : Uri Dan, journaliste, écrivain et réalisateur israélien († 24 décembre 2006).
- 8 mai : Lucius Edward William Plantagenet Cary, 15e vicomte de Falkland, noble et homme politique britannique.
- 10 mai : Larry Williams, chanteur, pianiste et compositeur de rock 'n' roll et de rhythm and blues américain († 7 janvier 1980).
- 12 mai : Gary Peacock, contrebassiste de jazz américain († 5 septembre 2020).
- 13 mai : Jan Saudek, photographe tchèque.
- 17 mai : Wilbert Keon, chirurgien, chercheur et sénateur canadien († 7 avril 2019).
- 18 mai : Popeck, humoriste, acteur français.
- 19 mai : Cecil McBee, contrebassiste de jazz américain.
- 20 mai : José Mujica, homme d'État uruguayen († 13 mai 2025).
- 22 mai : Bellino Ghirard, évêque catholique français, évêque de Rodez († 26 juillet 2013).
- 23 mai : Robert Whitman, artiste américain († 19 janvier 2024).
- 26 mai : Pat Carney, sénatrice canadienne († 25 juillet 2023).
- 29 mai : André Brink, écrivain sud-africain († 6 février 2015).

## Décès
- 6 mai : Kate Edger, universitaire néo-zélandaise (° 6 janvier 1857).
- 10 mai : Hugues Krafft, voyageur et photographe français.
- 12 mai : Józef Piłsudski, homme politique polonais (° 5 décembre 1867).
- 15 mai : Kasimir Malevitch, peintre, dessinateur, sculpteur et théoricien russe à l’origine du « suprématisme » (° 23 février 1878).
- 17 mai : Paul Dukas, compositeur français (° 1865).
- 19 mai : Thomas Edward Lawrence dit « Lawrence d'Arabie » (46 ans), militaire, aventurier et écrivain britannique (accident de moto) (° 1888).
- 29 mai : Josef Suk : compositeur et violoniste tchèque (° 1874).